# مارك هيرلي
مارك هيرلي (بالإنجليزية: Mark Hurley)‏ هو مالك فريق ناسكار ‏ ومهندس أمريكي، ولد في 12 ديسمبر 1936 في جونسون سيتي في الولايات المتحدة.